# لوكا بوغدان
لوكا بوغدان (بالكرواتية: Luka Bogdan)‏ (26 مارس 1996 بسبليت في كرواتيا - ) هو لاعب كرة قدم كرواتي في مركز الدفاع. شارك مع منتخب كرواتيا تحت 19 سنة لكرة القدم. أما مع النوادي، فقد لعب مع نادي ليفورنو ونادي كويه ‏ وNK Zavrč ‏.

## وصلات خارجية
- لوكا بوغدان على موقع قاعدة بيانات كرة القدم.إي يو (الإنجليزية)
- لوكا بوغدان على موقع Soccerway.com (الإنجليزية)
- لوكا بوغدان على موقع عالم كرة القدم.نت (الإنجليزية)